# 台鐵10400型鋼體客車
臺鐵10400型鋼體客車，是臺灣鐵路公司莒光號所使用的一種客車車型。

## 概要
臺鐵於1986年引進35FPK10200、35FPK11200、35FPK11300型莒光號之後，由於已有多年未再引進客車，導致莒光號部分客車不敷使用，於是臺鐵利用EMU500型電聯車購買後的餘款，在1995年向唐榮鐵工廠引進50輛10400系列莒光號（35FPK10400型客車40輛、35FPK11400型附車長室及無障礙空間客車5輛、45PBK10400型電源行李車5輛)。首批車並於1995年1月21日試營運，並於同年春節假期上線運轉，4月時則是全數製造完成投入營運。因後續之10500系列莒光號與10600系列莒光號均為舊車改造，故10400型莒光號為台鐵自動門莒光號車廂中，唯一一批全新莒光號客車，也是台鐵最後一批新造莒光號客車。
10400型營運初期車廂方向並不固定，曾有同一列車部分車廂廁所於順行端，部分車廂廁所於逆行端的狀況，現已與摺疊門莒光號相同廁所固定於順行端。
車型區分 : 
- 35FPK10400型：一般型客車，設有車長閥及手軔機設備。座位 : 52位，車輛皮重 : 32.74公噸
- 35FPK11400型：無障礙客車，設有車長室、哺集乳室、車長閥、手軔機及無障礙設備的客車。座位 : 40位，車輛皮重 : 33.08公噸

## 車輛設計
10400型客車與10200型相同將空調機置於車頂，上下台門為內嵌滑軌式車長聯控自動門，以提升行車安全性。而本型車的車外的終站指示器更是首度採用LED單色電子顯示器，可顯示列車終點、行經路線、列車等級等資訊。但有不少車廂的LED使用沒多久就故障，其品質被部分鐵道迷認為不如臺北市聯營公車。後改為與10500、10600型相同的動態式三色LED顯示器。至於在車內設計部分，本型車之車內全數使用白色美耐板與不銹鋼壓條之設計為主，採用與PP自強號（PPT1000）相當的坐臥兩用椅以及全金屬製的行李架，原裝時期車內裝用電子式的車號顯示器、天花板上設有向下凸出空氣清淨機（後已拆除），以及按鈕開關自動通道門等。廁所於原裝時期即裝用真空式污水處理型，為當時莒光號車種內相當先進的車型。相關設備除影響後來莒光號客車之設計外，也被推拉式自強號（PPT1000型）與EMU1200型自強號所承襲。

## 車輛更新
到了2000年臺鐵推拉式自強號及10500型客車登場後，相較之下10400型客車設備較為老舊，因此於2002~2003年間交由唐榮鐵工廠進行更新工程。
其改造內容如下：
- 車廂內通道門的開關，最初採用按壓式自動門，後來改為觸控式按鈕自動門。
- 車外LED終點顯示器（DI）原本為單色靜態改用與10500型客車廂類似的三色動態式。
- 原本車內無LED看板，後來增設LED資訊顯示看板（SI）。
- 將原本車內上方的空氣清淨機移除。
- 將門機系統即聯控設備更新，改造成可與10500型莒光號客車連掛之樣式。

## 規格與構造

### 轉向架設計
10400型裝用台灣機械公司所製造的TR-54型空氣彈簧轉向架，除抗搖桿不可調整之外，基本樣式與TR-52型轉向架相同，一次承懸為橡皮彈簧，二次承懸則為空氣彈簧，並附有水平調整桿可依照旅客承載多寡調整地板高度。

### 軔機設備
本型車裝用ES型氣軔裝置，由E控制閥控制單元式軔缸，因此車下不再裝設基礎軔機及槓桿裝置。閥類設備則是全數集中於NABCO製造的集中供氣控制面板上，因此本型車在車下設備上較其他型式客車單純。

## 報廢車輛
- 2006年3月17日：96次莒光行經南迴鐵路枋山至內獅間因南迴搞軌案而出軌翻覆至山坡下，導致35FPK10405(8車)、35FPK10415(10車)、35FPK10428(7車)、35FPK10437(9車)四輛車嚴重損毀而報廢除籍；並在2019年經招標後解體。

## 無階化改造
- 改造廠：煜翔機械[3]
- 有以下重點改造：

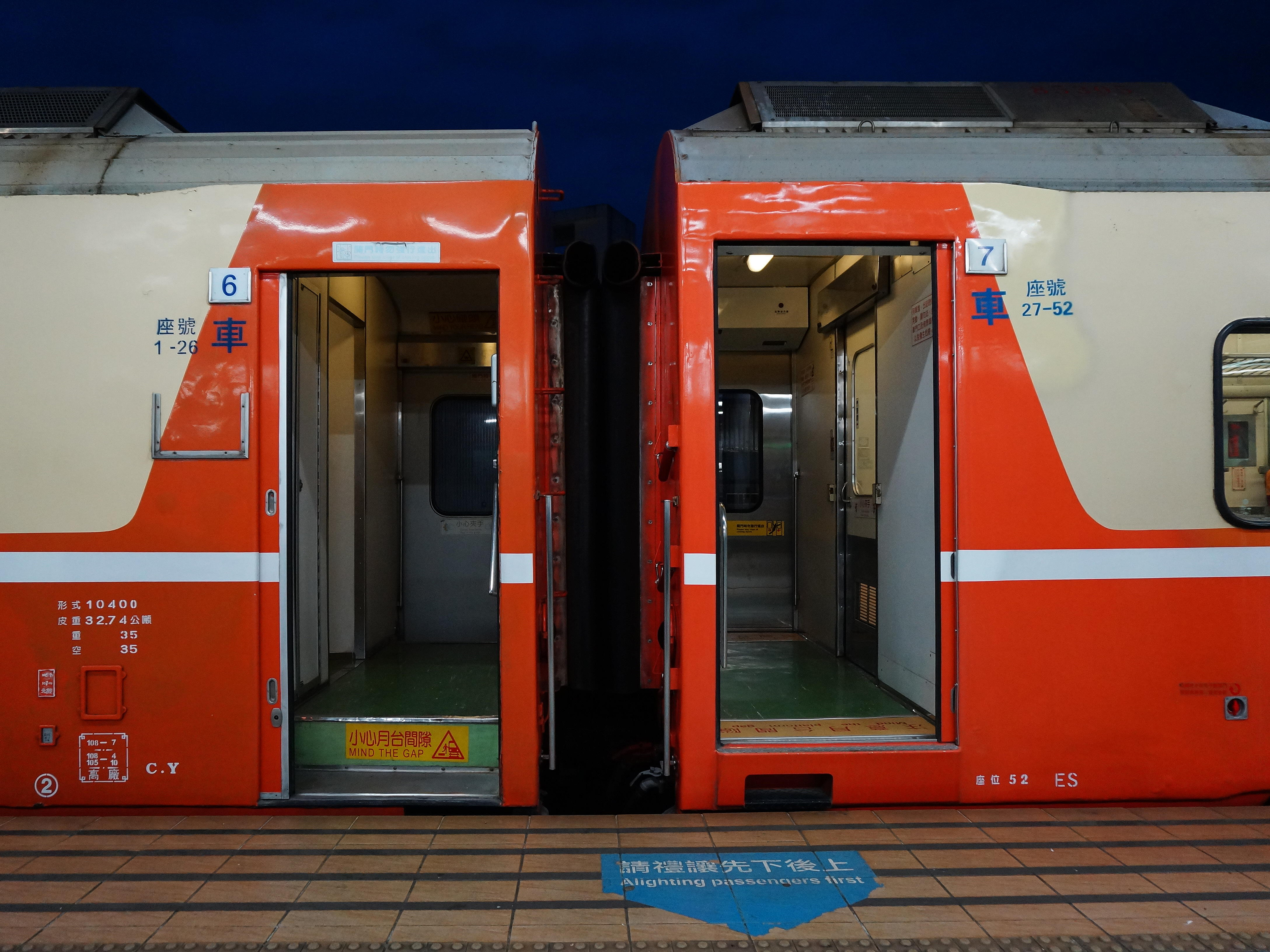
無階化改造前後的電動門

  - 上下台門台階填平並設置突緣及受影響區域之車廂地板鋼體補強、鋪層更新，以及標示、標記與標語重新設置。
  - 上、下台門通行淨高度至少1,850mm條件下，不足高度之門匡切割修改。
  - 上下台門之門機系統更新，包括將原本的警告音效改造成如同EMU500無階化車組的警告音效，將原氣動門改造成電動門，乘客上、下台門扶手更新，以及相關警告、禁制之標示、標記及標語製作與張貼(與推拉式自強號相同)。
  - 車輛聯結處裝設防止人員自月台處墜落軌道之車間防墜落裝置。
  - 增設車門內外緊急開關門旋鈕
  - FPK11400型無障礙車車外新增「車門開啟、車門關閉」顯示器(與EMU700無階化後相同)
  - 上下台門鑰匙開關供應及更換作業。
  - 已全數改造完畢

## 圖片集
- 純10400系列編組

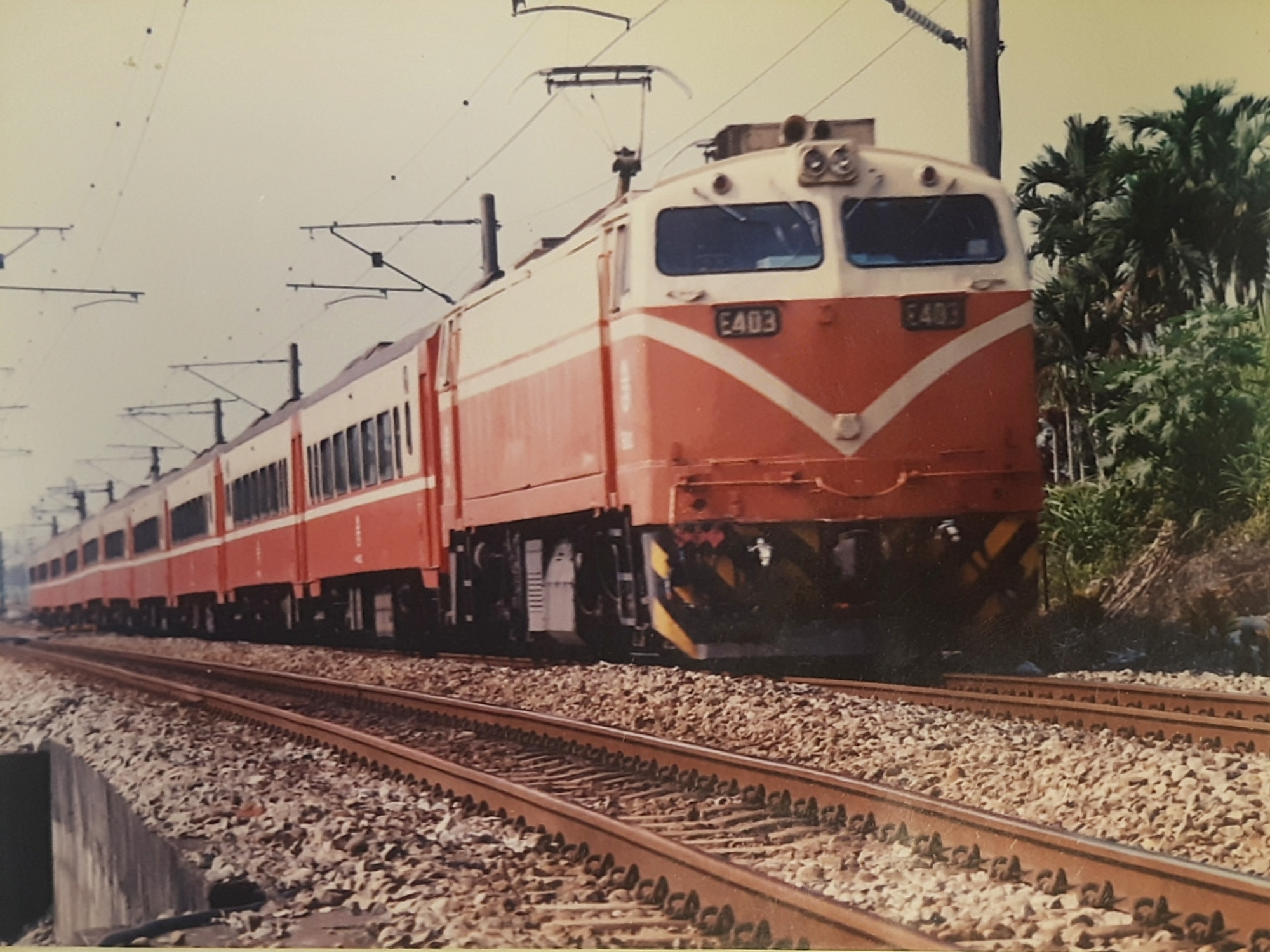
10400系列莒光號營運初期，各車廂行車方向並未一致
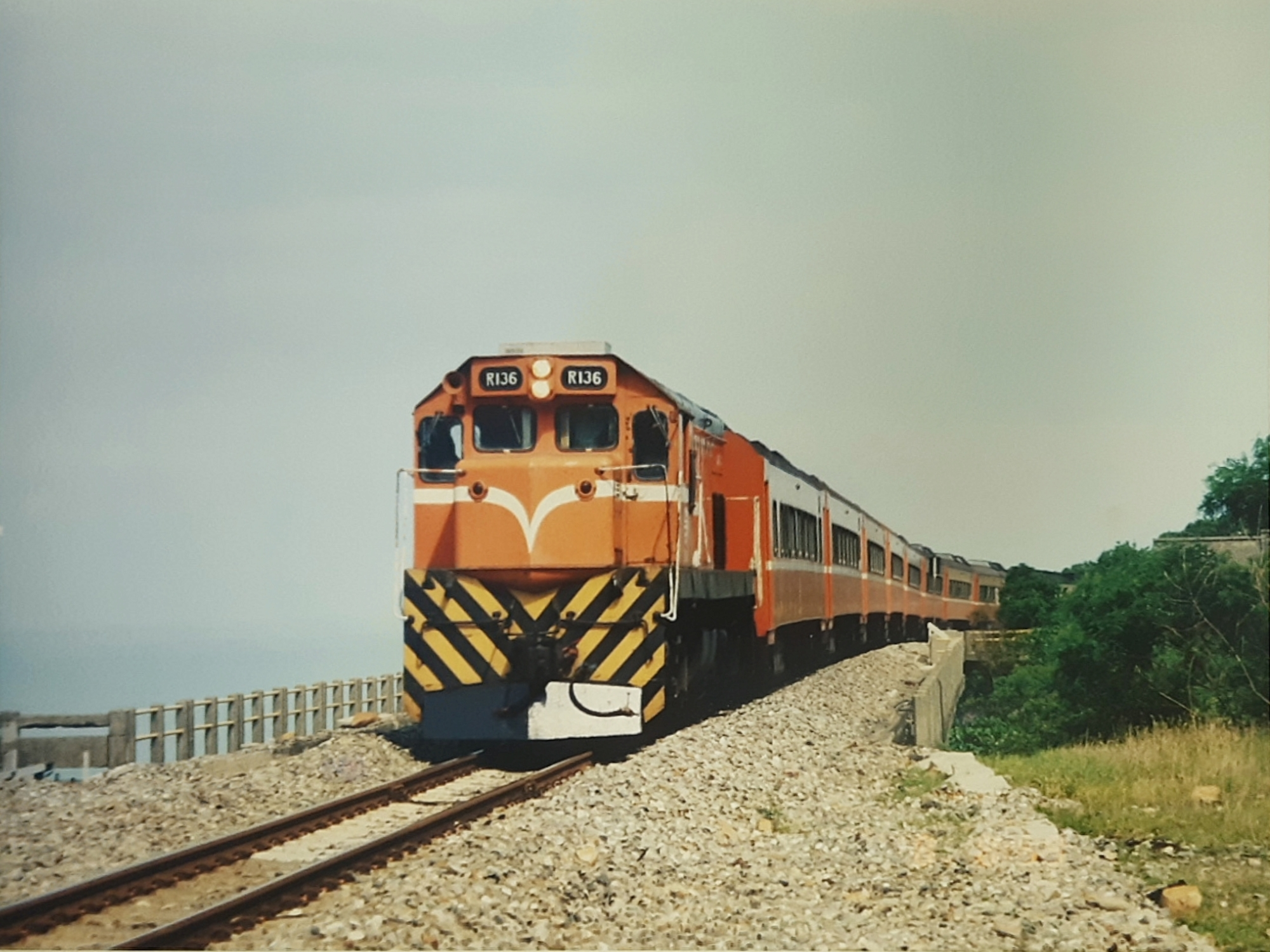
10400系列莒光號曾配屬台東機務分段，當時主要行駛於南迴線
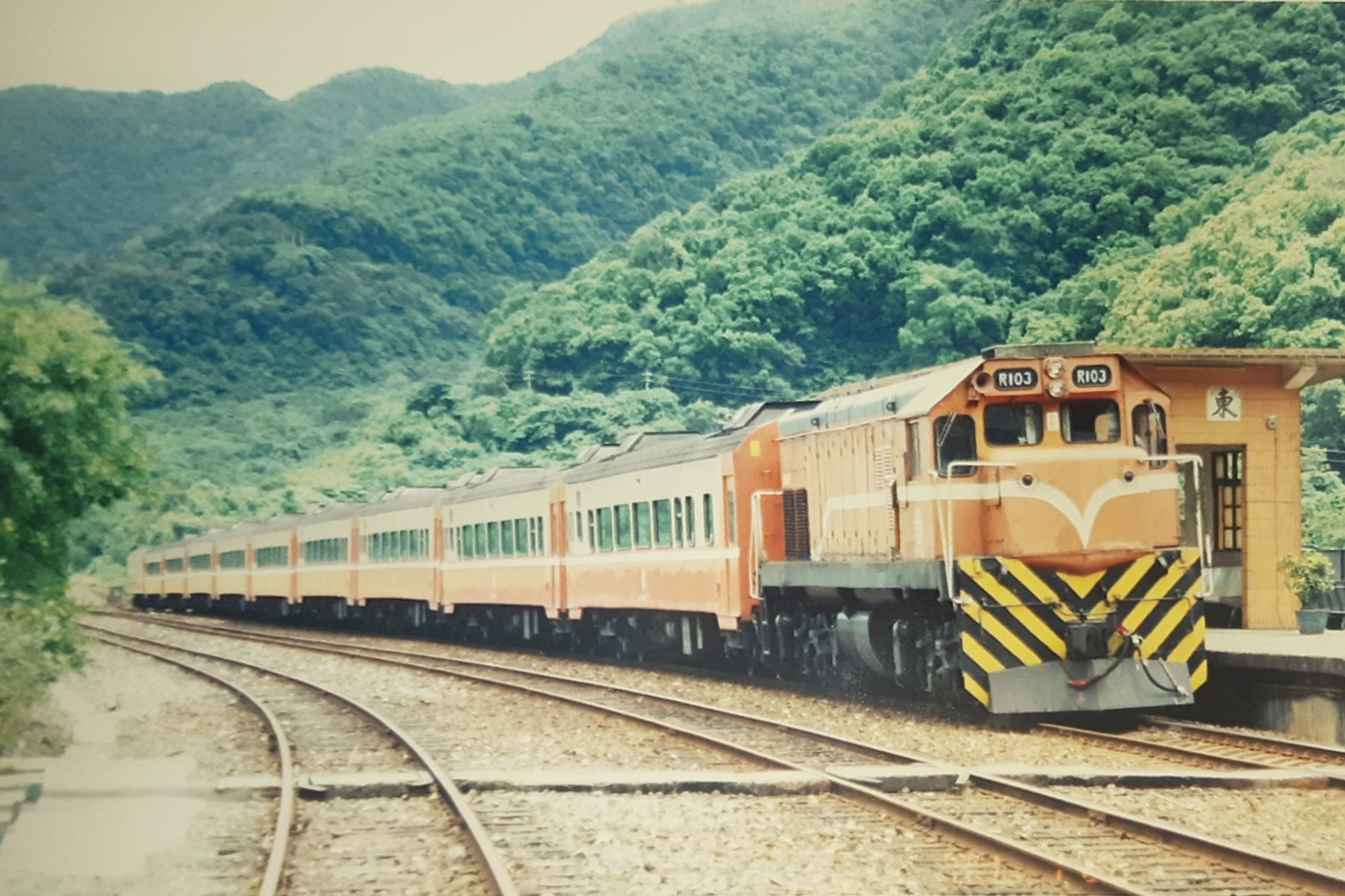
北迴線仍未雙線電氣化通車時，停在東澳車站交會列車的10400系列莒光號

- 35FPK10400型車廂

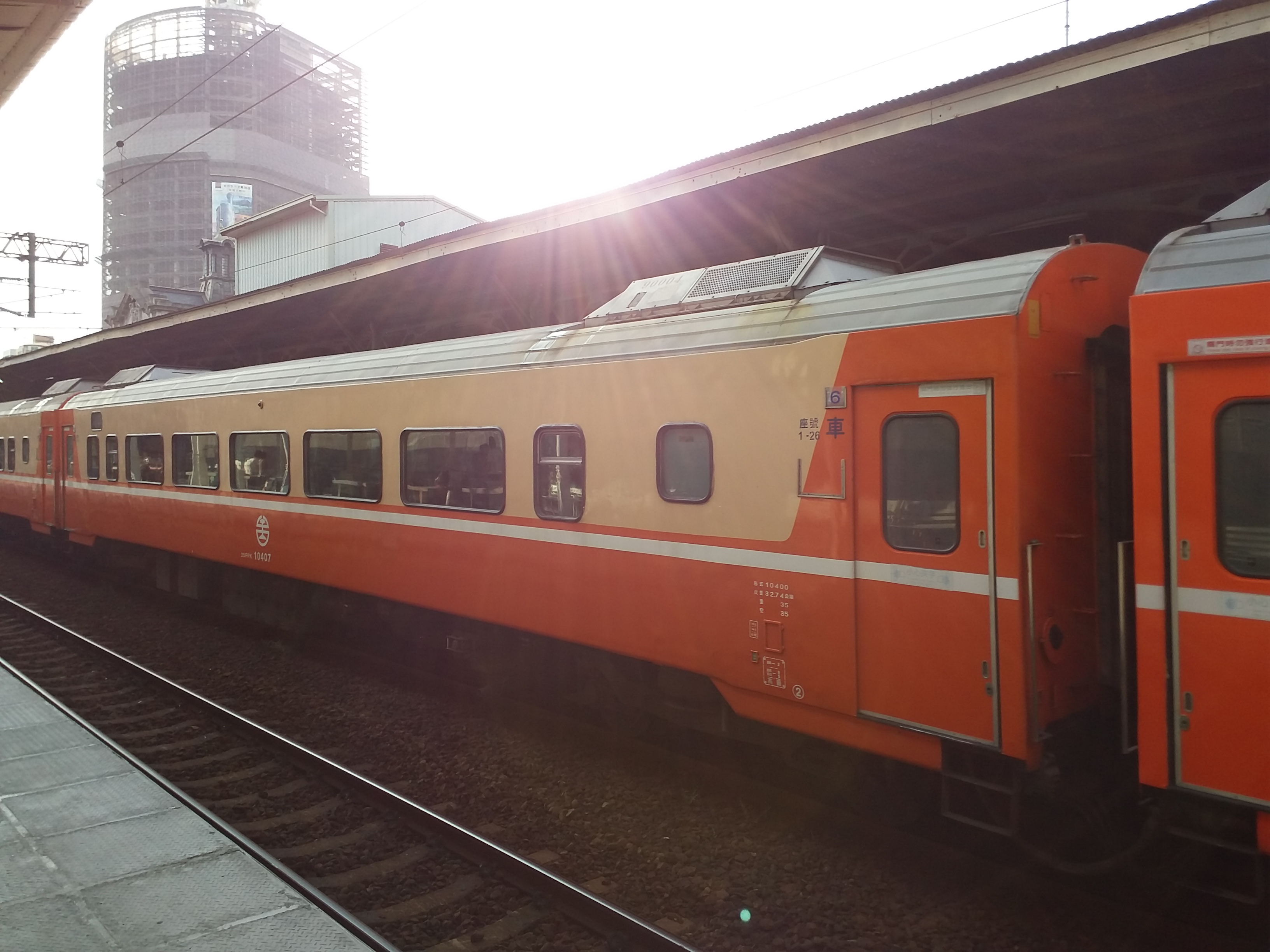
35FPK10407號
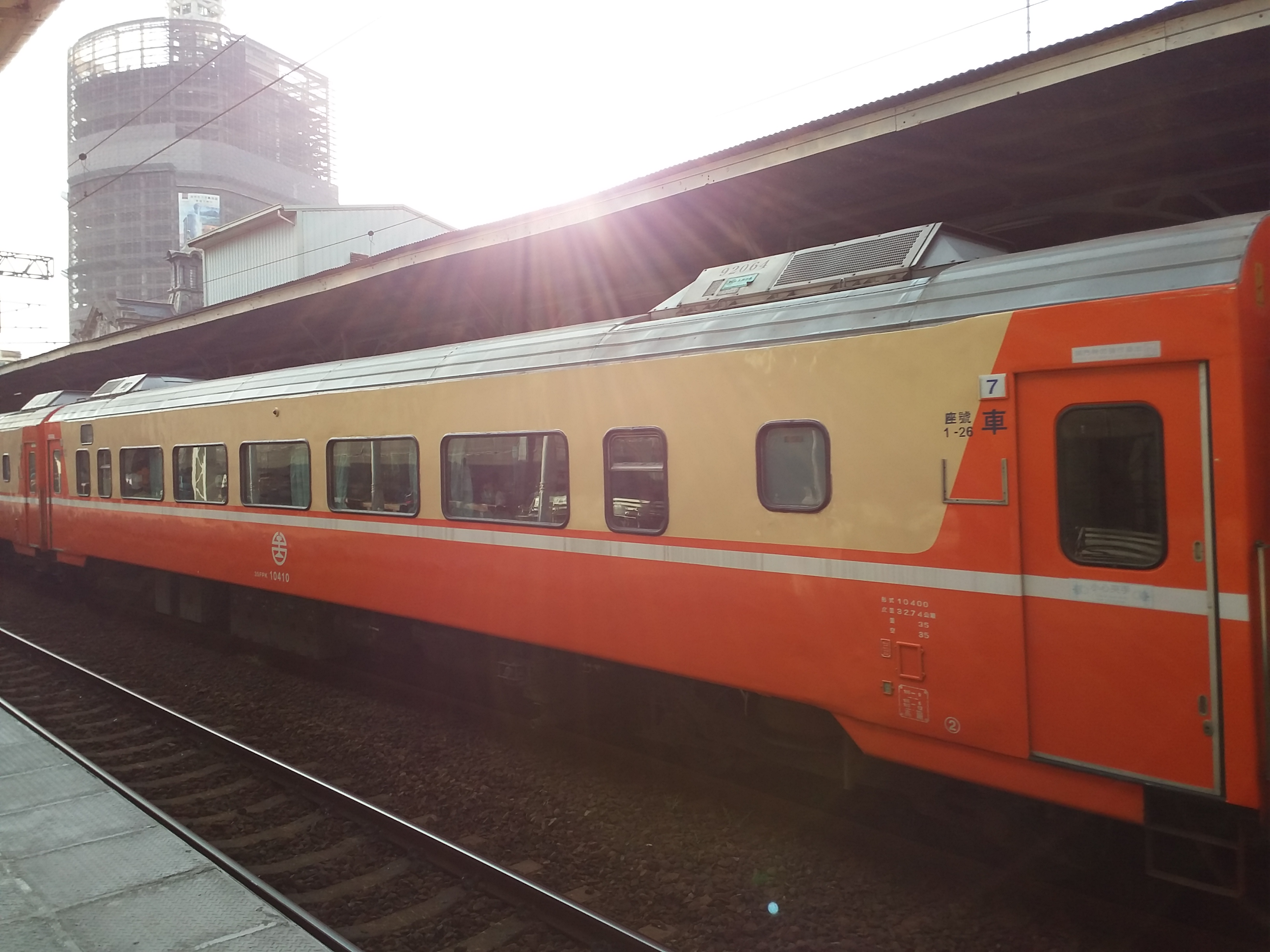
35FPK10410號
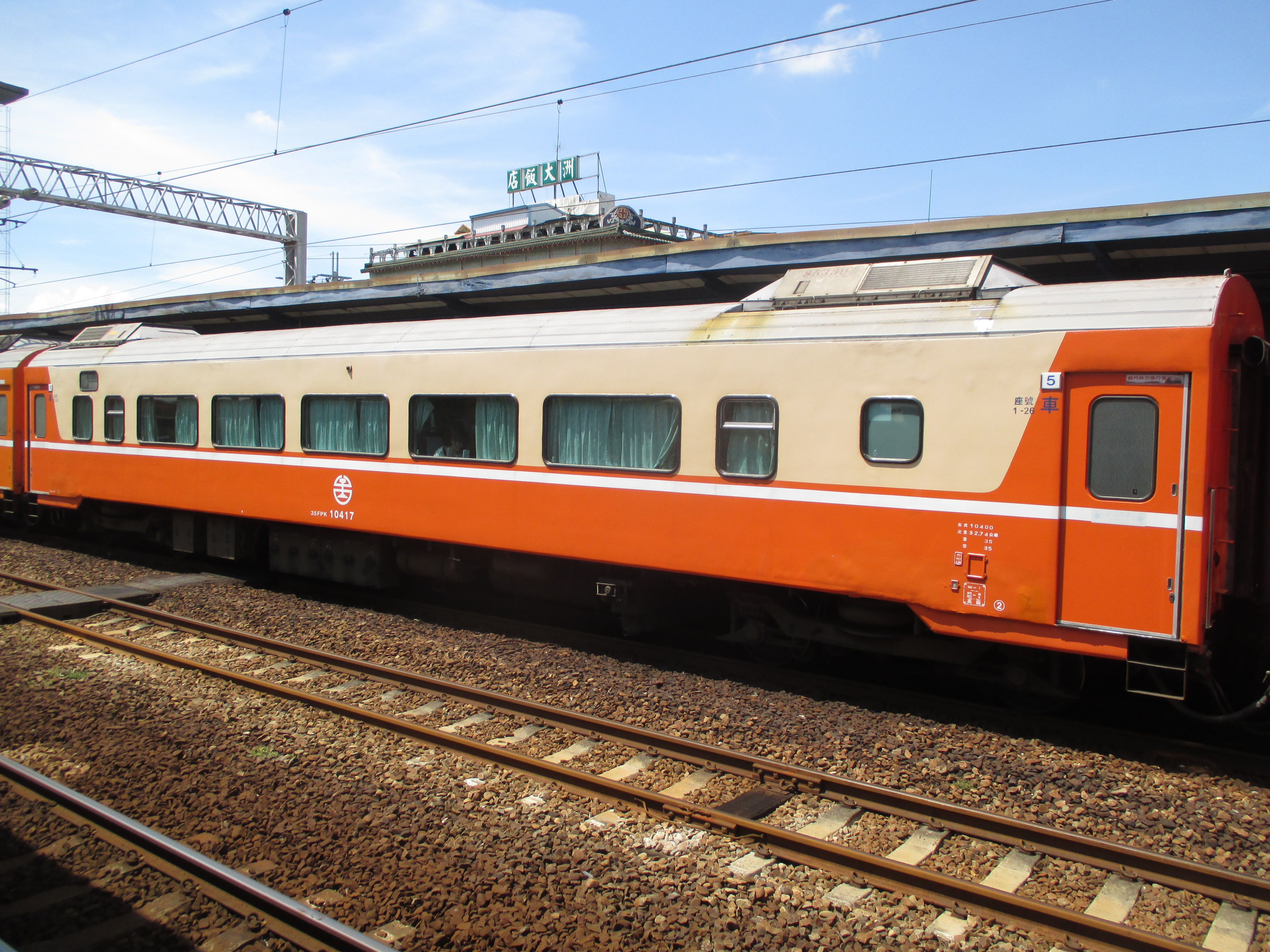
35FPK10417號
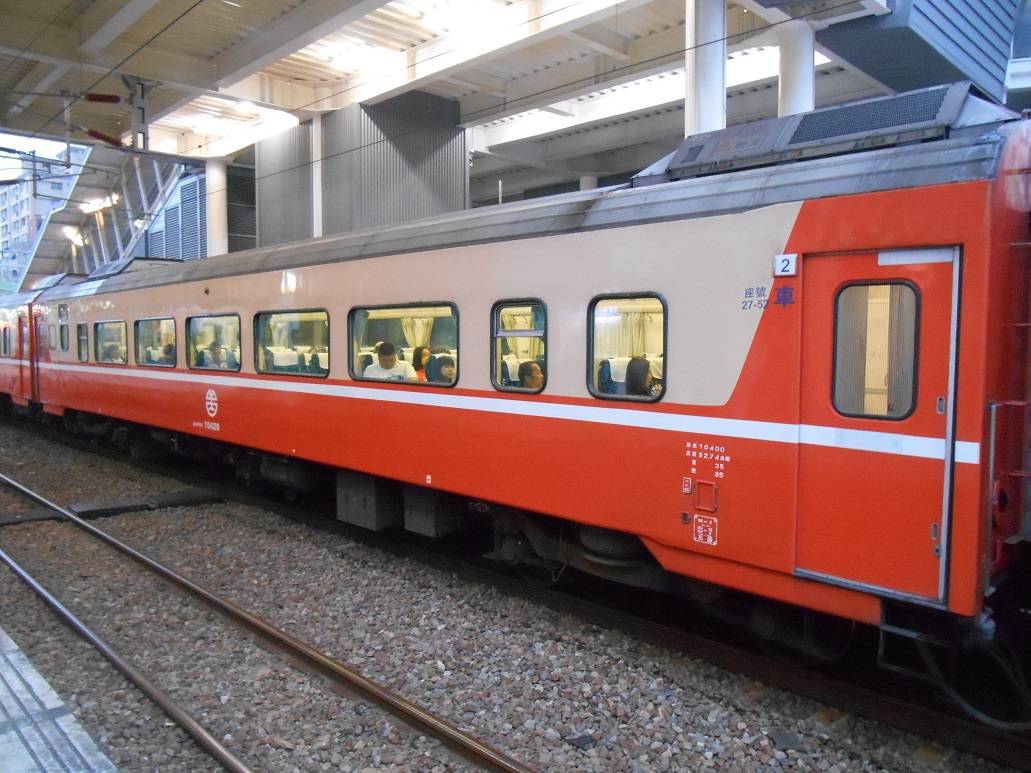
35FPK10426號
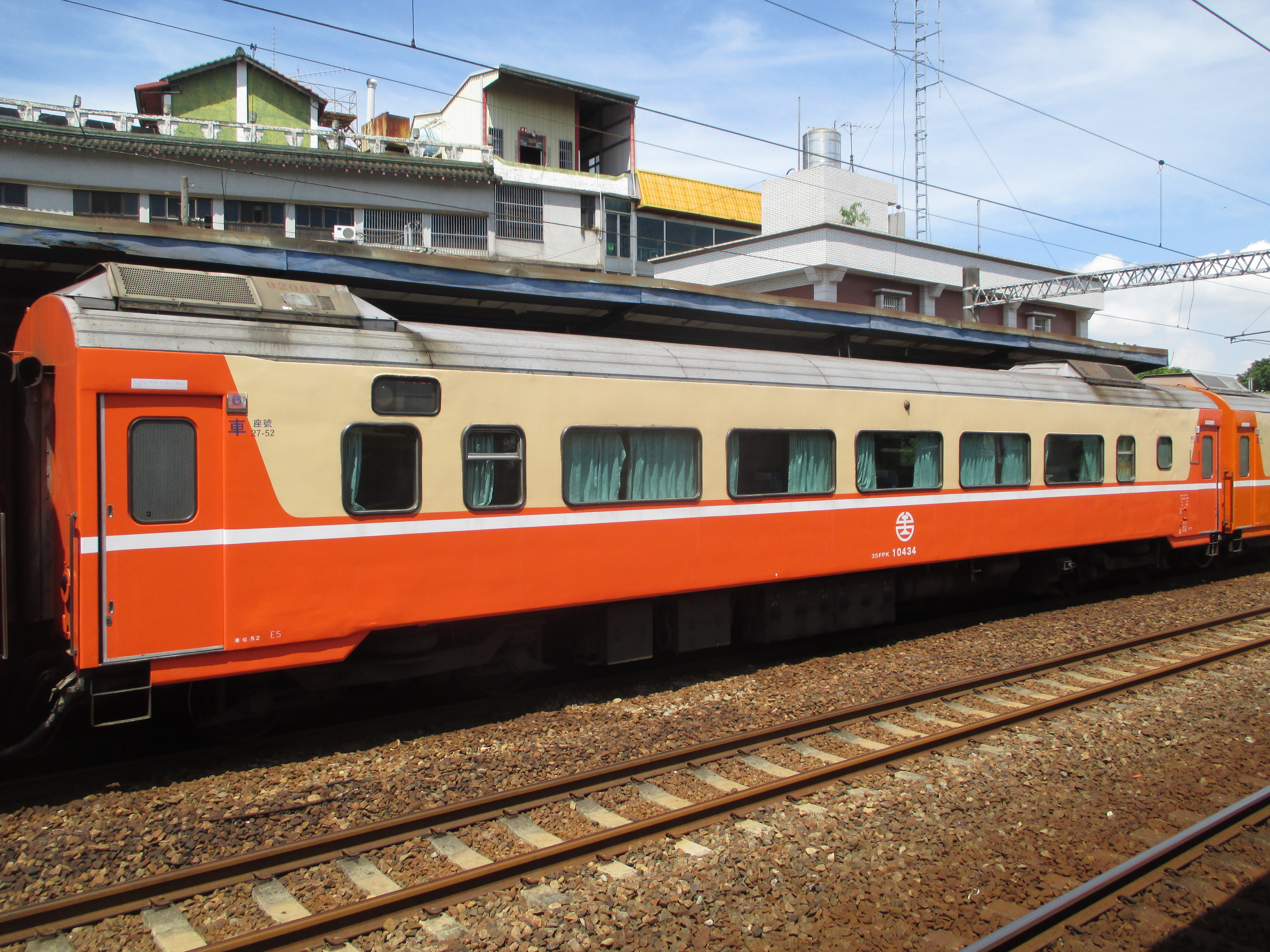
35FPK10434號
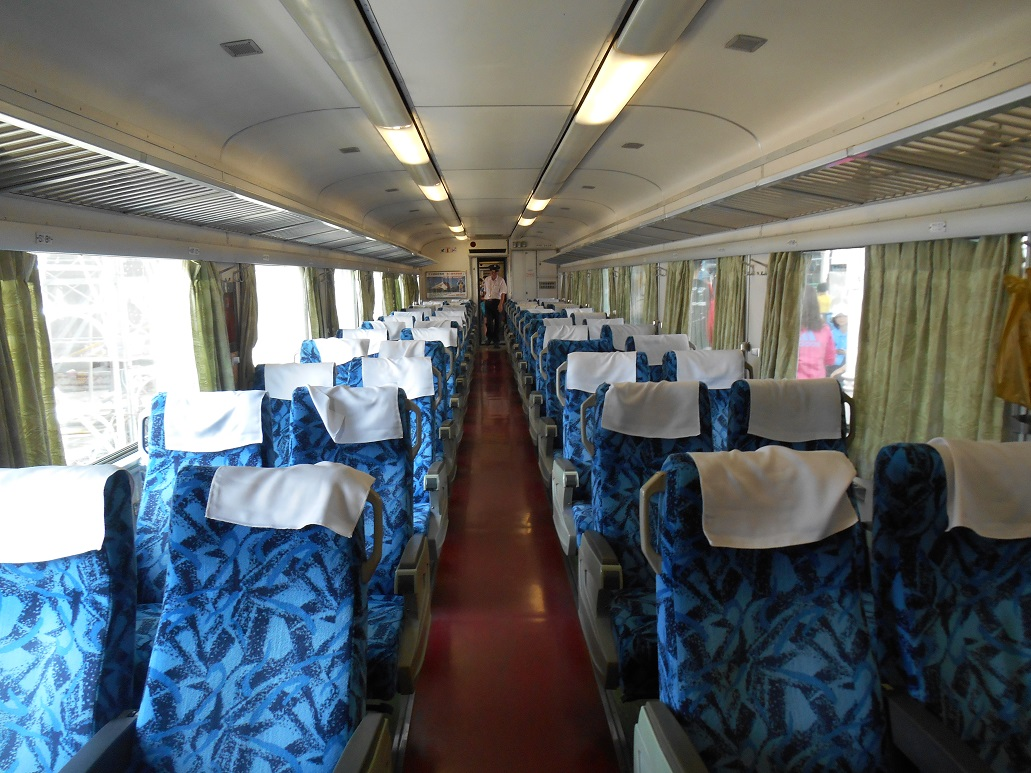
10400系列莒光號內裝
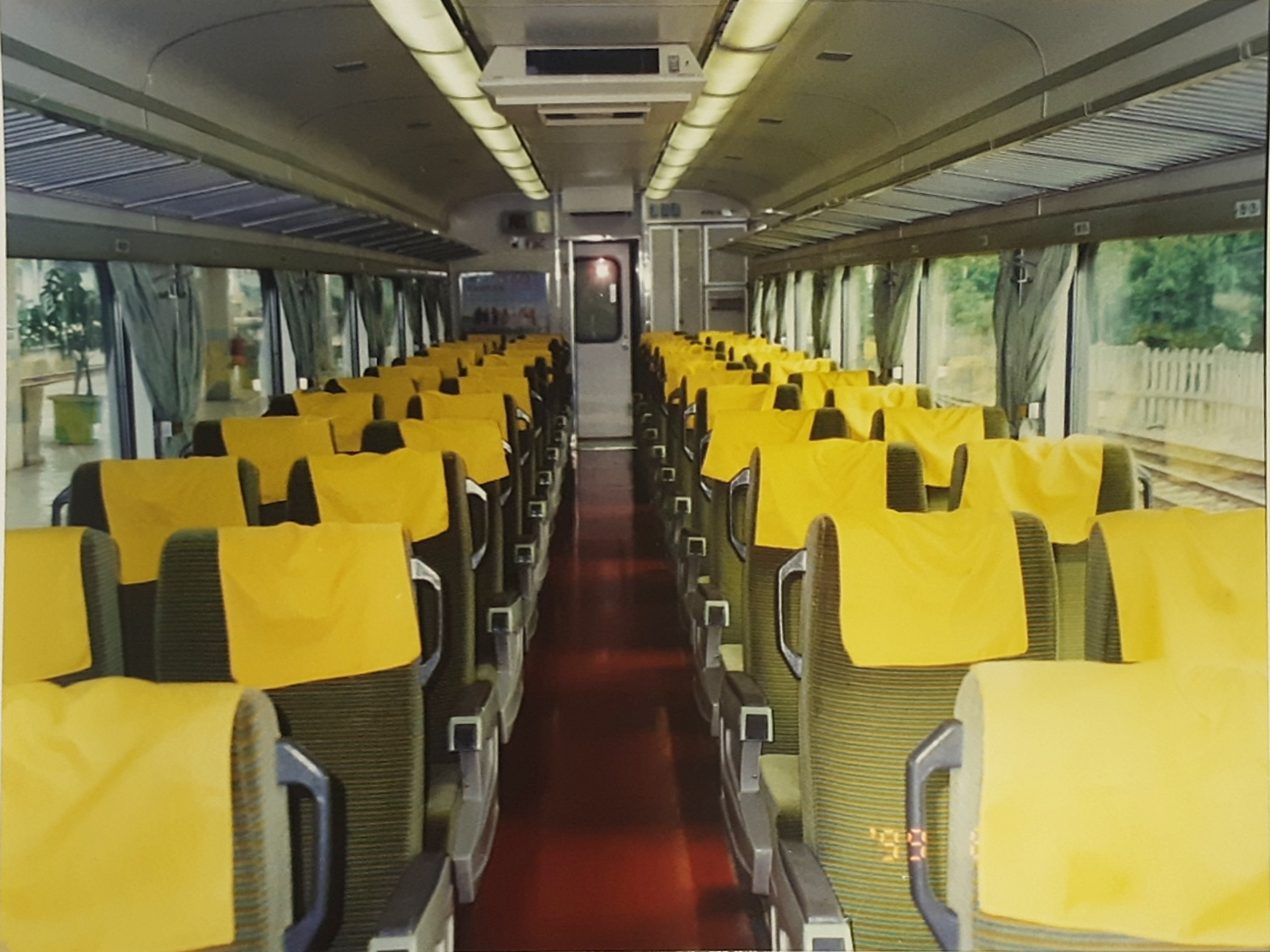
仍未改造前的10400系列莒光號內裝

- 35FPK11400型車廂

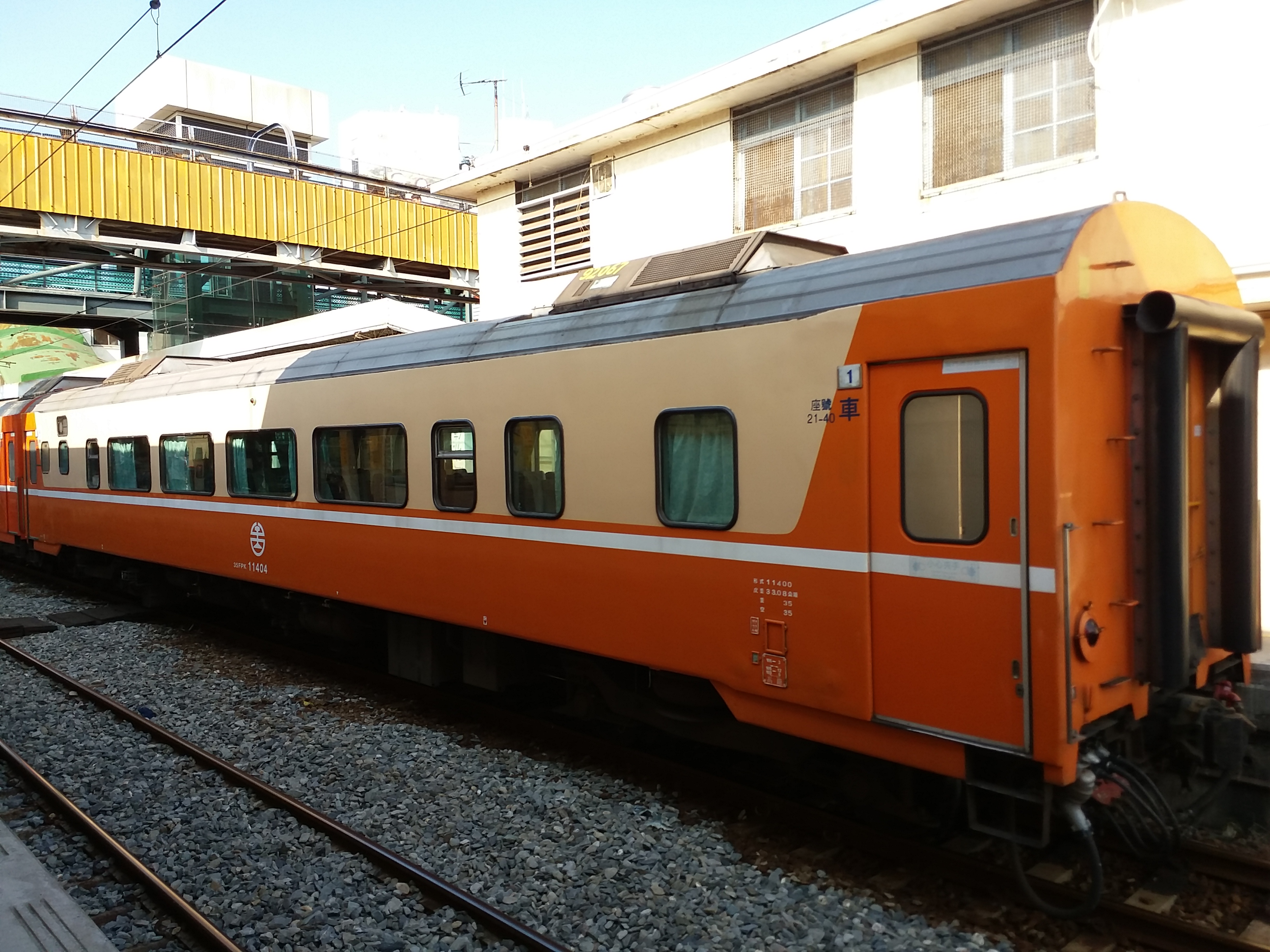
35FPK11404號

## 關連項目
- 台鐵10500型鋼體客車
- 台鐵10600系鋼體客車
- 莒光號列車